# 천연갱신
천연갱신(天然更新, 영어: natural regeneration)은 자연의 힘을 활용하여 숲을 조성하는 방법을 의미한다. 숲을 벌채한 후에 인공적으로 나무를 심지 않고, 자연스럽게 떨어진 종자에서 나무가 자라 숲이 재생되는 경우를 천연하종갱신(天然下種更新, 영어: regeneration by natural seeding)이라고 하며, 좁은 의미의 천연갱신은 이 경우만을 가리키기도 한다. 보다 넓은 의미의 천연갱신에는 맹아갱신(萌芽更新, 벌채 후 남은 그루터기에서 새순이 자라나는 경우), 복조갱신(伏条更新, 나무의 아래 가지가 땅에 닿아 뿌리를 내리고 독립된 나무로 성장하는 경우), 지하경갱신(地下茎更新, 대나무처럼 지하줄기에서 죽순이 나와 자라는 경우)과 같은 방식도 포함된다. 또한, 숲에 미리 존재하던 치수(稚樹)를 활용하는 경우는 전갱신(前更新), 벌채 이후에 자연적으로 자란 실생(實生)이나 맹아(萌芽)를 활용하는 경우는 후갱신(後更新)이라고 한다. 이러한 천연갱신 방식들은 해당 지역의 기후나 풍토에 잘 맞는 수종을 자연스럽게 재생시킬 수 있는 장점이 있다.

## 시업
천연갱신을 실시할 때에는 주변 임분(林分)으로부터 종자 공급 가능성을 고려하는 동시에, 임분 내에 존재하는 전생치수(前生稚樹)의 생육 상태, 토양 속에 묻힌 종자의 발아 여부, 맹아 발생 상황 등을 그 밀도와 크기 등을 기준으로 종합적으로 판단하여, 천연갱신을 통한 성림(成林) 즉, 침엽수와 활엽수가 섞인 혼효림 또는 활엽수림의 형성을 목표로 한다.
또한, 매토종자(埋土種子)에서 발아하는 수종은 대부분 선구수종(先駆樹種)에 해당하며, 높은 키로 자라는 나무들은 일반적으로 종자은행(seed bank)**을 형성하지 않기 때문에, 이러한 수종의 천연갱신을 토양 내 종자에 의존해서는 안 된다.

### 천연하종갱신
천연하종갱신에는 상방하종갱신(上方下種更新)과 측방하종갱신(側方下種更新)이 있다. 이 방식은 흩뿌려지는 종자의 양에 크게 영향을 받기 때문에, 종자의 풍·흉년)을 예측하는 것이 매우 중요하다. 또한, 묘목이 안정적으로 정착하고 다른 경쟁 식생을 이겨내도록 하기 위해서는 토양을 긁어내는 작업이나 화입(火入) 등의 갱신 보조 작업이 필요하다.

#### 개벌시업
개벌시업(皆伐施業)은 모든 나무를 한 번에 베는 개벌 이후의 천연하종갱신으로, 벌채지 주변에 남아 있는 모수(母樹)에서 종자가 공급되기 때문에 측방하종갱신으로 분류된다. 이 방식은 간편하고 비용이 적게 든다는 장점이 있지만, 강한 햇빛을 좋아하는 양수(陽樹) 이외의 수종에는 적합하지 않으며, 토양의 열화, 침식, 잡관목의 과도한 번무 등의 문제가 발생하기 쉽다. 이처럼 일시적으로 벌거숭이 땅이 생기면서 생태계에 미치는 영향을 줄이기 위해 나무 높이 정도의 폭으로 띠 모양으로 나무를 베는 대조개벌(帯状皆伐), 약 0.1ha 규모의 작은 구역을 점적으로 벌채하는 군상개벌(群状皆伐) 등이 활용되기도 한다.

#### 보잔벌시업
보잔벌시업(保残伐施業)은 갱신할 구역에 모수를 일부 남기고 나머지를 벌채하는 방식으로, 상방하종갱신에 해당한다. 잣나무 숲 조성 시에 사용되기도 한다. 비슷한 방식으로는 보지임업(保持林業)이 있다. 이는 일부 나무를 영구적으로 남겨두는 벌채 방법으로, 북미·북유럽의 온대림 및 북방림에서 널리 시행되고 있다.

#### 산벌시업
산벌시업(傘伐施業)은 나무를 단계적으로 여러 차례에 나누어 베는 방식으로, 상방하종갱신을 통해 숲을 갱신한다. 보통 3단계에 걸쳐 벌채되므로 ‘삼벌(三伐)’이라고도 불린다. 1단계는 예비벌(予備伐)이라고 하며, 결실을 촉진하고 갱신을 준비하는 간벌(間伐)이다. 2단계는 하종벌(下種伐)이라고 하며, 종자의 발아와 성장을 유도하는 단계이다. 3단계는 후벌(後伐)이라고 하며, 치수가 충분히 성장한 후 모수를 제거한다.

#### 택벌시업
택벌시업(擇伐施業)은 용도에 맞는 나무만을 선택적으로 베는 방식으로, 역시 상방하종갱신에 속한다. 이 방식은 다양한 수령의 나무가 섞인 숲(택벌림)을 유지하며, 간벌과 본벌의 구분이 뚜렷하지 않고 수확 주기가 짧아 안정적인 수익이 가능하다. 또한, 대경재(大徑材) 생산에 유리하고 토양 열화가 적으며, 기상 피해나 병해충에도 강하다는 등의 장점이 있다. 단점으로는 벌채 대상 수목 선정과 다른 나무를 손상시키지 않는 벌채 및 집재 기술이 고도로 요구되며, 밀집된 임도망(林道網) 구축, 수확 예측의 어려움 등이 있다. 독일과 오스트리아에서는 택벌시업이 활발히 시행되고 있다.